# Ksenia Roos
Ksenia Roos (Geburtsname Kseniya Igorewna Rybenko; russisch Ксения Игоревна Рыбенко; * 22. Juli 1984 in Nowokusnezk) ist eine russische Schachspielerin. Seit 2008 spielt sie für den Deutschen Schachbund.

## Erfolge
1996 wurde sie bei der Europameisterschaft der weiblichen Jugend U12 im slowakischen Rimavská Sobota Vierte, punktgleich hinter Nadeschda Kossinzewa. Im April 2006 gewann sie die offene Meisterschaft von Nowokusnezk. 2014 gewann sie in Dresden die sächsische Einzelmeisterschaft der Frauen.
Vereinsschach spielt sie in Deutschland für den USV TU Dresden, bei dem sie in der Saison 2008/09 in der 1. Bundesliga zum Einsatz kam und von 2007 bis 2009 in der Frauenbundesliga spielte. Ksenia Roos trägt den Titel Internationaler Meister der Frauen (WIM) seit 2001.